# Nanotecnología molecular
La nanotecnología molecular (NTM) es una tecnología basada en la capacidad de variar estructuras complejas, con especificaciones atómicas mediante la mecanosíntesis. Esto es distinto de nanomateriales. Basados en la visión de Richard Feynman de fábricas en miniatura que utilizan nanomáquinas para construir productos complejos (incluyendo adicionales nanomáquinas), esta forma adelantada de nanotecnología (o fabricación molecular) haría uso de mecanosíntesis posicionalmente-controlado y guiados por sistemas de máquinas moleculares. La NTM implicaría combinar los principios físicos demostrados por la química, otras nanotecnologías, y la maquinaria molecular de la vida con los principios de ingeniería de los sistemas encontrados en fábricas modernas a macroescala.

## Introducción
Mientras que la química convencional utiliza procesos inexactos para obtener resultados inexactos, y la biología explota procesos inexactos para obtener resultados definitivos, la nanotecnología molecular emplearía procesos definitivos originales para obtener resultados definitivos. El deseo en la nanotecnología molecular sería la de equilibrar las reacciones moleculares en ubicaciones y orientaciones posicionalmente-controladas para obtener reacciones químicas deseadas, y luego para construir sistemas mediante el ensamblaje de los productos de estas reacciones.
Una hoja de ruta para el desarrollo de NTM es un objetivo de un proyecto de tecnología de base dirigido por Battelle (el gerente de varios laboratorios nacionales de Estados Unidos) y el Foresight Institute (Instituto de Prospectiva). El plan de trabajo fue originalmente programado para su terminación a finales del 2006, pero fue puesto en libertad en enero de 2008. La Colaboración de nanofábricas (del inglés Nanofactory Collaboration) es un esfuerzo continuo más centrado donde participan 23 investigadores de 10 organizaciones y 4 países diferentes que están desarrollando una agenda de investigación práctica dirigida específicamente a la mecanosíntesis del diamante posicionalmente-controlada y al desarrollo de nanofábricas del diamante. En agosto de 2005, un grupo de trabajo formado por más de 50 expertos internacionales de diversos campos, organizado por el Centro de Nanotecnología Responsable para estudiar las implicaciones sociales de la nanotecnología molecular.

## Proyecciones de aplicaciones y capacidades

### Materiales inteligentes y nanosensores
Una aplicación propuesta de la NTM son los llamados materiales inteligentes. Este término se refiere a cualquier tipo de material diseñado y fabricado a escala nanométrica para una tarea específica. Abarca una amplia variedad de posibles aplicaciones comerciales. Un ejemplo sería material diseñado para responder de forma diferente a las diversas moléculas; esa capacidad podría llevar, por ejemplo, a las drogas artificiales que reconocen y hacen inertes a virus específicos. Otra es la idea de las estructuras de autosanación, las cuales reparan pequeñas fisuras en una superficie de forma natural, de la misma manera que lo hacen los neumáticos autosellantes o la piel humana.
Un nanosensor se parecería a un material inteligente, que involucra un pequeño componente dentro de una máquina más grande que reacciona a su entorno y al cambio de alguna manera fundamental e intencional. Un ejemplo muy simple: un fotosensor podría medir pasivamente la luz incidente y descargar su energía absorbida en forma de electricidad cuando la luz pasa por encima o por debajo de un umbral determinado, y hacer el envío de una señal a una máquina más grande. Tal sensor supuestamente tendría menor costo y consumiría menos energía que un sensor convencional y, sin embargo, cumple la misma función de forma útil en todas las aplicaciones - por ejemplo, encender las luces de un lote de estacionamiento cuando oscurece.

### Replicando nanorrobots
Nanofacturas con NTM es popularmente vinculada con la idea de enjambres coordinados de robots a nanoescala, que trabajan en conjunto; una propuesta de K. Eric Drexler en sus discusiones de NTM en 1986, pero reemplazada en 1992. En esta propuesta inicial, nanorrobots suficientemente capaces construirían más nanorrobots en un ambiente artificial que contiene bloques especiales de construcción molecular.
Los críticos han puesto en duda tanto la viabilidad de nanorrobots autorreplicantes y la factibilidad del control si es que los nanorrobots autorreplicantes podrían alcanzarse: citan la posibilidad de mutaciones que eliminen cualquier control y que favorezcan la reproducción de las variaciones patógenas mutantes. Los defensores abordan la primera duda al señalar que la primera máquina replicadora autónoma macroescala, hecha de bloques de Lego, fue construida y operada de forma experimental en 2002. Si bien hay ventajas sensoriales presentes en la macroescala en comparación con la limitada disponibles a escala nanométrica, las propuestas de sistemas de fabricación mecanosintética a nanoescala posicionalmente- controladas emplean un estima de información sobre las herramientas combinadas con el diseño fiable de secuencia de reacción para garantizar resultados fiables, por lo tanto, un sistema sensorial limitado no posee desventaja alguna. Consideraciones similares se aplican al ensamblaje posicional de pequeñas nanopartes. Los defensores abordan la segunda dudas con el argumento de que las bacterias (por necesidad) evolucionaron a evolucionar, mientras que la mutación nanorrobot podría prevenirse de forma activa mediante técnicas comunes de corrección de errores. Ideas similares se recomiendan en las directrices de prospectiva sobre Nanotecnología Molecular, y un mapa del espacio de diseño replicador de 137 dimensiones publicaron recientemente por Freitas y Merkle, el cual proporciona numerosos métodos propuestos por el cual replicadores podrían, en principio, ser controlados de forma segura por el buen diseño.
Sin embargo, el concepto de mutación de supresión plantea la pregunta: ¿Cómo se puede diseñar la evolución para producirse a escala nanométrica, sin un proceso de mutación al azar y selección determinista? Los críticos argumentan que los defensores de la NTM no han proporcionado un sustituto de un proceso de evolución tal en este campo a escala nanométrica, donde se carece de los procesos de selección convencionales basados sensorialmente. Los límites del sensorio disponibles a nanoescala podrían hacer difícil o imposible de aventar los éxitos de los fracasos. Sus defensores argumentan que la evolución del diseño debe ocurrir de manera determinista y estrictamente bajo control humano, utilizando el paradigma de la ingeniería convencional de modelado, diseño, prototipaje, pruebas, análisis y rediseño.
En cualquier caso, desde 1992, propuestas técnicas para la NTM Archivado el 8 de octubre de 2019 en Wayback Machine. no incluyen nanorrobots autorreplicantes, y directrices éticas recientes presentadas por los defensores de la NTM prohíben la autorreplicación sin restricciones.

### Nanorrobots en la medicina
Una de las aplicaciones más importantes de la NTM podría ser la nanorrobótica o la nanomedicina, un área trabajada por primera vez por Robert Freitas en numerosos libros y artículos. La capacidad de diseñar, construir y desplegar un gran número de nanorrobots médicos haría, como mínimo, posible la rápida eliminación de enfermedades y la recuperación fiable y relativamente sin dolor de un trauma físico. Los nanorrobots médicos también pueden hacer posible la corrección conveniente de defectos genéticos, y ayudar a asegurar una vida útil ampliada considerablemente. Incluso más polémico, los nanorrobots médicos podrían utilizarse para aumentar las capacidades humanas naturales.

### Niebla de utilidad

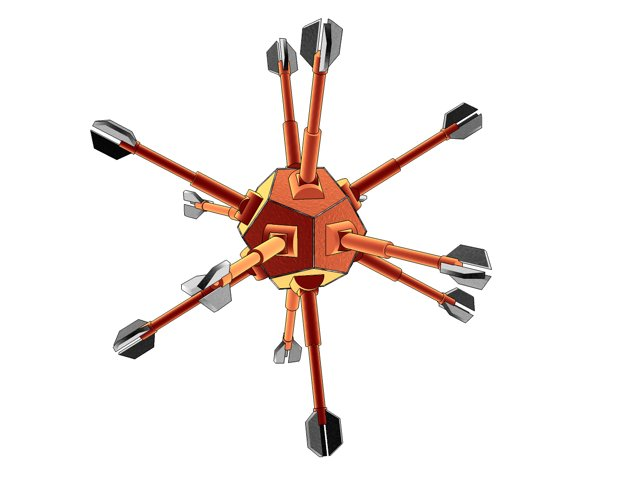
Esquema de un 100 micrómetro foglet

Otra propuesta de aplicación de la nanotecnología molecular es la "niebla útil"  - en la que una nube de robots microscópicos conectados en la red (más simples que los ensambladores) cambiarían su forma y propiedades para formar objetos y herramientas macroscópicas por medio de comandos de software. En lugar de modificar las prácticas actuales de consumo de bienes materiales en diferentes formas, la niebla útil simplemente reemplazaría muchos objetos físicos.

### Óptica de arreglos en fase
Óptica de red en fase, otra propuesta de aplicación de la NTM se (PAO del inglés Phased-array optics). Sin embargo, esto parece ser un problema que puede ser atacada por la tecnología de nanoescala ordinaria. La PAO utilizaría el principio de la tecnología milimétrica aplicado a longitudes de onda ópticas. Esto permitiría la duplicación virtual de cualquier tipo de efecto óptico. Los usuarios podrían solicitar hologramas, amaneceres y puestas de sol, o láseres flotantes como se les apetezca. Sistemas PAO se describieron en Nanotecnología de BC de Crandall: Especulaciones Moleculares de Abundancia Global en el artículo de Brian WOWK “Óptica de fases".

## Impactos sociales potenciales

### Beneficios
Nanotecnología (o la nanotecnología molecular para referir más específicamente a los objetivos discutidos aquí) nos permitirá continuar las tendencias históricas de fabricación hasta los límites fundamentales impuestas por la ley física. Se le permitirá hacer extraordinarias y poderosas computadoras moleculares. Se le permitirá introducir materiales cincuenta veces más ligeros que el acero o aleación de aluminio, pero con la misma fuerza. Seremos capaces de hacer aviones, cohetes, coches o incluso sillas que, según los estándares de hoy en día, serían muy ligeros, fuertes, y baratos. Herramientas quirúrgicas moleculares, guiadas por computadoras moleculares e inyectadas en el torrente sanguíneo, capaces de encontrar y destruir las células cancerosas o bacterias invasoras, destapar las arterias, o proporcionar oxígeno cuando se altera la circulación.
La nanotecnología sustituirá toda nuestra base de fabricación con una nueva forma de hacer productos, radicalmente más precisa, radicalmente más barato, y radicalmente más flexible. El objetivo no es simplemente reemplazar los chips de computadora que hoy se hacen en las plantas, sino también reemplazar las líneas de montaje de automóviles, televisores, teléfonos, libros, instrumentos quirúrgicos, misiles, librerías, aviones, tractores, y todo lo demás. El objetivo es un cambio generalizado en la industria manufacturera, un cambio que le dejará prácticamente ningún producto sin tocar. El progreso económico y la preparación militar en el siglo 21 dependerán fundamentalmente de mantener una posición competitiva en la nanotecnología.

A pesar de la situación actual, del desarrollo temprano de la nanotecnología y la nanotecnología molecular, mucha preocupación rodea al impacto anticipado de la NMT en la economía y en la ley. A pesar de los efectos, si se llegara a lograr la NTM, tendería a reducir la escasez de bienes manufacturados y a hacer muchos más bienes manufacturables. (como la alimentación y la salud)
La NTM puede hacer posibles las capacidades nanomédicas, con la habilidad de curar cualquier condición médica que no se ha curado por los avances en otras áreas. La buena salud sería común, y la mala salud de cualquier forma sería tan rara como la viruela y el escorbuto. Incluso la criónica sería factible, ya que el tejido crio-preservado podría ser totalmente reparado.

### Riesgos
La nanotecnología molecular es una de las tecnologías que algunos analistas creen que podría conducir a una Singularidad Tecnológica. Algunos sienten que la nanotecnología molecular tendría riesgos enormes. Es concebible que podría permitir la reducción del costo de armas y podría aumentar su destructividad. Además, la nanotecnología molecular podría permitir armas de destrucción masiva que podrían autorreplicarse, como los virus y las células cancerosas hacen cuando se ataca el cuerpo humano. Los comentaristas generalmente están de acuerdo en que, en el caso del desarrollo de la nanotecnología molecular, su autorreplicación solo debería permitirse bajo condiciones "intrínsecamente seguras" muy controladas.
Existe un temor de que los robots nanomecánicos, si se lograsen, y si fueran diseñados para autorreplicarse utilizando materiales de origen natural (una tarea difícil), podrían consumir todo el planeta en su hambre de materias primas, [22] o simplemente desplazar a la vida natural, compitiendo para producir energía (como sucedió históricamente cuando las algas verde-azules aparecieron y dejaron fuera a formas de vida anteriores). Algunos comentaristas se han referido a esta situación como la "plaga gris" o escenario de "ecofagia". K. Eric Drexler considera que el escenario accidental de la "plaga gris" es extremadamente improbable, y lo dice en ediciones posteriores en Engines of Creation.
A la luz de esta percepción del peligro potencial, el Instituto Foresight (fundada por K. Eric Drexler para prepararse para la llegada de las tecnologías del futuro) ha elaborado una serie de directrices para el desarrollo ético de la nanotecnología. Estos incluyen la prohibición de seudoorganismos autorreplicantes de libre forrajeo en la superficie de la Tierra, por lo menos, y posiblemente en otros lugares.

## Críticas y asuntos técnicos
La viabilidad de las tecnologías básicas analizadas en nanosistemas ha sido objeto de una revisión científica formal por parte de Estados Unidos en la Academia Nacional de Ciencias, y también ha sido el centro de un amplio debate en el Internet y en la prensa popular.

### Estudios y recomendaciones por la Academia Nacional de Ciencias de los EE. UU.
En 2006, la Academia Nacional de Ciencias de los Estados Unidos publicó el informe de un estudio sobre la fabricación molecular como parte de un informe más extenso, “Una cuestión de tamaño: examen trienal de la Iniciativa Nacional de Nanotecnología”. El comité de estudio revisó el contenido técnico de nanosistemas y en su conclusión establece que ningún análisis teórico actual se puede considerar definitivo con respecto a varias cuestiones de rendimiento potencial del sistema, y que las rutas óptimas para la implementación de sistemas de alto rendimiento no se pueden predecir con confianza. Se recomienda la investigación experimental para avanzar en el conocimiento en esta área:
""A pesar de que los cálculos teóricos se pueden hacer hoy en día, la gama final posible de ciclos químicos de reacción, las tasas de error, la velocidad de funcionamiento y la eficiencia termodinámica de tales sistemas de fabricación de abajo hacia arriba no se pueden predecir de forma fiable en este momento. Por lo tanto, la perfección finalmente alcanzable y la complejidad de los productos manufacturados, mientras que se pueden calcular en teoría, no se pueden predecir con confianza en la práctica. Por último, los caminos óptimos de investigación que podrían conducir a sistemas que exceden en gran medida la eficiencia termodinámica y otras capacidades de los sistemas biológicos no se pueden predecir de forma fiable en este momento. La financiación de la investigación basada en la capacidad de los investigadores para producir demostraciones experimentales que enlazan modelos abstractos y guían la visión a largo plazo es la forma más apropiada para lograr este objetivo".

### Ensambladores versus nanofábricas
Un encabezado en “Engines of Creation” de Drexler dice "Ensambladores Universales", y el siguiente texto habla de varios tipos de ensambladores que, en conjunto, podría hipotéticamente "construir casi cualquier cosa que las leyes de la naturaleza permitiesen existir." El colega de Drexler, Ralph Merkle ha señalado que, contrariamente a la leyenda difundida, Drexler nunca afirmó que los sistemas ensambladores podrían construir absolutamente cualquier estructura molecular. Las notas al final del libro de Drexler explican la calificación "casi": "Por ejemplo, una estructura delicada podría estar diseñado de forma que, al igual que un arco de piedra, se autodestruya, a menos de que todas sus piezas se encuentren en su lugar correcto. Si no hubiera espacio en el diseño para la colocación y el retirado de un andamio, a continuación, la estructura podría ser imposible de construir. Pocas estructuras de interés práctico parecen propensas a exhibir un problema tal".
En 1992, Drexler publicó “Nanosistemas: Maquinaria Molecular, fabricación y Computación”, una propuesta detallada para la síntesis de estructuras rígidas covalentes utilizando una fábrica de sobremesa. Estructuras de tipo diamante y otras estructuras covalentes rígidas, de lograrse, tendrían una amplia gama de posibles aplicaciones, va mucho más allá de la tecnología MEMS (sistemas microelectromecánicos) actual. Un esbozo del sendero fue propuesto en 1992 para la construcción de una fábrica de sobremesa, en ausencia de un ensamblador. Otros investigadores han comenzado a avanzar en los caminos tentativos propuestos, alternativas para esto en los años desde que se publicó nanosistemas.

### Nanotecnología dura versus blanda
En 2004 Richard Jones escribió “Soft Machines” (nanotecnología y vida), un libro para el público laico publicado por la Universidad de Oxford. En este libro se describe la nanotecnología radical (defendida por Drexler) como una idea determinista/mecanicista de ingeniería de nanomáquinas que no tiene en cuenta los retos a nanoescala, como la humedad, pegajosidad, movimiento browniano, y alta viscosidad. También explica qué es la nanotecnología blanda o la nanotecnología más apropiadamente, la nanotecnología biomimética, que es el camino a seguir, si no la mejor manera, para diseñar nanodispositivos funcionales que pueden hacer frente a todos los problemas en una escala nanométrica. Uno puede pensar en nanotecnología suave como el desarrollo de las nanomáquinas que utilizan las lecciones aprendidas de la biología sobre cómo funcionan las cosas, la química para crear precisamente este tipo de dispositivos y la física estocástica para modelar el sistema y sus procesos naturales en detalle.

### El debate de Smalley-Drexler
Varios investigadores, entre ellos el ganador del Premio Nobel Dr. Richard Smalley (1943-2005), atacaron la noción de ensambladores universales, dando lugar a una refutación de Drexler y sus colegas y finalmente, a un intercambio de cartas. Smalley argumentó que la química es extremadamente complicada, las reacciones son difíciles de controlar, y que un ensamblador universal es ciencia ficción. Drexler y sus colegas, sin embargo, señalaron que Drexler nunca se propuso ensambladores universales capaces de hacer cualquier cosa, pero en su lugar propuso montadores más limitados capaces de hacer una gran variedad de cosas. Ellos cuestionaron la pertinencia de los argumentos de Smalley a las propuestas más específicas avanzadas en nanosistemas. También, Smalley argumentó que casi la totalidad de la química moderna implica reacciones que tienen lugar en un disolvente (normalmente agua), ya que las pequeñas moléculas de un solvente aportan muchas cosas, tales como la reducción de energías de enlace para los estados de transición. Dado que casi toda la química conocida requiere un disolvente, Smalley sintió que la propuesta de Drexler de utilizar un entorno de alto vacío no era factible. Sin embargo, Drexler aborda esto en los nanosistemas, mostrando matemáticamente que los catalizadores bien diseñados pueden proporcionar los efectos de un disolvente y fundamentalmente se puede hacer incluso más eficiente que un disolvente de reacción de enzima. Es de destacar que, contrariamente a la opinión de Smalley que las enzimas requieren de agua, "No solo las enzimas trabajan vigorosamente en medios orgánicos anhídridos, pero en este entorno natural que adquieren propiedades notables como mucho mayor estabilidad, un sustrato radicalmente alterado y especificidades de enantiómeros, memoria molecular, y la capacidad de catalizar reacciones inusuales.

### Asuntos de diseño
Para el futuro, algunos medios tienen que ser encontrados para la evolución del diseño de la NTM a nanoescala, que imita el proceso de la evolución biológica a escala molecular. Prosigue la evolución biológica por la variación aleatoria en los promedios del conjunto de organismos combinados con sacrificio de las variantes menos exitosas y la reproducción de las variantes más exitosas, y el diseño de ingeniería a macroescala también procede de un proceso de evolución del diseño de la simplicidad a la complejidad como se establece algo satíricamente por John Gall: "Un sistema complejo que funciona invariablemente se encontró que evoluciona a partir de un sistema simple que trabaja. Un sistema complejo diseñado desde cero nunca funciona y no puede ser remendado; para que funcione tienes que empezar de nuevo, comenzando con un sistema que funciona". Se necesita un gran avance en la NTM que procede de los conjuntos atómicos simples que se pueden construir, por ejemplo, un STM para sistemas NTM complejos a través de un proceso de evolución del diseño. Una desventaja de este proceso es la dificultad de ver y la manipulación a nanoescala en comparación con la macroescala, que hace a la selección determinista de exitosas pruebas difíciles; en cambio la evolución biológica procede a través de la acción de lo que Richard Dawkins ha llamado el "relojero ciego"  que comprende una variación molecular aleatoria y determinista en la reproducción/extinción.
En 2007, la práctica de la nanotecnología abarca enfoques estocásticos (en la que, por ejemplo, la química supramolecular crea pantalones impermeables) y enfoques deterministas en el que las moléculas individuales (creados por la química estocástica) se manipulan en superficies de sustrato (creado por métodos de deposición estocásticos) por métodos deterministas que comprende empujándolos con MCI o sondas AFM y causando reacciones de unión o escisión simples. El sueño de un complejo, la nanotecnología molecular determinista sigue siendo difícil de alcanzar. Desde mediados de la década de 1990, miles de científicos de la superficie y los tecnócratas de película delgada han enganchado al tren nanotecnología y redefinido sus disciplinas como la nanotecnología. Esto ha causado mucha confusión en el campo y ha dado lugar a miles de papeles "nano" en la literatura. La mayoría de estos informes son extensiones de la investigación más ordinaria realizada en las esferas de los padres.

### La viabilidad de las propuestas enNanosistemas
La viabilidad de las propuestas de Drexler depende en gran medida, sobre si los diseños como los de los nanosistemas podrían ser construidos en la ausencia de un ensamblador universal y que funcionarían como se describen. Los partidarios de la nanotecnología molecular con frecuencia afirman que no hay errores significativos se hayan descubierto en nanosistemas desde 1992. Incluso algunos críticos conceden que "Drexler ha considerado cuidadosamente una serie de principios físicos subyacentes de aspectos del 'alto nivel' de los nanosistemas que propone y, de hecho, se ha pensado en algún detalle "sobre algunas cuestiones.
Otros críticos afirman, que los nanosistemas omiten detalles importantes acerca de la química de bajo nivel, el "lenguaje máquina" de la nanotecnología molecular. También afirman que gran parte de la otra química de bajo nivel en nanosistemas requiere una amplia labor más allá, y que los diseños de más alto nivel de Drexler, por tanto, descansan sobre bases especulativas. Trabajos recientes por Freitas y Merkle tienen por objeto reforzar estas fundaciones y llenar los vacíos existentes en la química de bajo nivel.
Drexler sostiene que es posible que tengamos que esperar hasta nuestra nanotecnología convencional mejore antes de resolver estas cuestiones: "la fabricación molecular será el resultado de una serie de avances en sistemas de máquinas moleculares, tanto como el primer alunizaje fue resultado de una serie de avances en los sistemas de combustible líquido de los cohetes. Estamos ahora en una posición como la de la Sociedad Interplanetaria Británica de la década de 1930, que describen cómo cohetes de varias etapas de combustible líquido podrían llegar a la Luna y señalaron a los primeros cohetes como ilustraciones del principio básico". Sin embargo, Freitas y Merkle argumentan que un esfuerzo concentrado para lograr mecanosíntesis de diamante (DMS) puede comenzar ahora, con el uso de la tecnología existente, y podría alcanzar el éxito en menos de una década si se persigue su "enfoque directo al DMS en lugar de un enfoque de desarrollo más tortuoso que busque implementar tecnologías de fabricación molecular si usar diamantes menos eficaces antes de progresar a la diamantina".
Para resumir los argumentos en contra de la viabilidad: en primer lugar, los críticos argumentan que la principal barrera para el logro de la nanotecnología molecular es la falta de una forma eficaz de crear máquinas a escala molecular/atómica, especialmente en ausencia de un camino bien definido hacia un ensamblador de autorreplicación o una nanofábrica de diamantina. Los defensores responden que se está desarrollando un camino de investigación preliminar que lleva a una nanofábrica de diamantina.
Una segunda dificultad para llegar a la nanotecnología molecular es el diseño. El diseño a mano de un engranaje o cojinete a nivel atómico podría tomar unas pocas a varias semanas. Mientras Drexler, Merkle y otros han creado diseños de piezas simples, ningún esfuerzo de diseño integral parecido a la complejidad de un Modelo T de Ford se han intentado. Los defensores responden que es difícil llevar a cabo un esfuerzo integral de diseño, en ausencia de una importante financiación para este tipo de esfuerzos, y que a pesar de esta desventaja mucho más útil de diseño, sin embargo, se han logrado con nuevas herramientas de software que se han desarrollado, por ejemplo, en Nanorex.
En el último informe de “Cuestión de tamaño: examen trienal de la Iniciativa Nacional de Nanotecnología”, llevada a cabo por la National Academies Press en diciembre de 2006 (aproximadamente veinte años después de que Engines of Creation se publicara), de ninguna manera clara hacia delante, hacia la nanotecnología molecular podría todavía verse, según la conclusión en la página 108 de ese informe: "A pesar de los cálculos teóricos que se pueden hacer hoy en día, la gama posible de ciclos químicos de reacción, las tasas de error, la velocidad de funcionamiento y la eficiencia termodinámica de tales sistemas de fabricación de abajo hacia arriba no pueden puede predecir de forma fiable en este momento. Por lo tanto, la perfección y la complejidad de los productos fabricados con el tiempo posible, mientras que se pueden calcular en teoría, no se pueden predecir con confianza. Por último, los caminos de investigación óptimos que podrían conducir a sistemas que superan ampliamente las eficiencias termodinámicas y otras capacidades de los sistemas biológicos no se pueden predecir de forma fiable en este momento. La financiación de la investigación basada en la capacidad de los investigadores para producir demostraciones experimentales que enlazan los modelos abstractos y guías de visión a largo plazo son los más apropiados para lograr este objetivo”. La presente convocatoria de la investigación que lleva a manifestaciones es bien recibida por los grupos tales como la Colaboración de nanofábricas que buscan específicamente éxitos experimentales en la mecanosíntesis del diamante. La "Hoja de ruta para la Tecnología Productiva en nanosistemas"  tiene como objetivo ofrecer ideas constructivas adicionales.
Es quizás interesante preguntarse si la mayoría de las estructuras consistentes con la ley física pueden de hecho ser fabricadas. Los defensores afirman que para alcanzar la mayor parte de la visión de la fabricación molecular no es necesario ser capaz de construir "una estructura que sea compatible con la ley natural." Más bien, es necesario ser capaz de construir solamente un (posiblemente modesto) subconjunto suficiente de este tipo de estructuras, como es cierto, de hecho, de cualquier proceso de fabricación práctica utilizada en el mundo actual, y es cierto incluso en biología. En cualquier caso, como dijo una vez Richard Feynman: "Es ciencia tan solo decir lo que es más probable o menos probable, y no para probar todo el tiempo lo que es posible o imposible." 

### Trabajo existente sobre la mecanosíntesis del diamante
Hay un creciente cuerpo de trabajo teórico revisado por pares en la síntesis del diamante eliminando mecánicamente la adición de átomos de hidrógeno y depositando átomos de carbono (un proceso conocido como mecanosíntesis). Este trabajo está penetrando lentamente la comunidad nanocientífica, y está siendo criticado. Por ejemplo, Peng et al. (2006) (en el continuo esfuerzo de investigación por Freitas, Merkle y sus colaboradores) informa que el motivo de mecanosíntesis más estudiado (DCB6Ge) coloca con éxito un dímero de carbono C2 en la superficie del diamante C(110), tanto a 300 K (temperatura ambiente) y a 80 K (temperatura del nitrógeno líquido), y que la variante de silicio (DCB6Si) también trabaja en 80 K, pero no a 300 K. Más de 100.000 horas dentro del CPU se han invertido en este último estudio. El motivo del DCB6, descrito inicialmente por Merkle y Freitas en una Conferencia Foresight en 2002, fue la primera descripción completa jamás propuesta para la mecanosíntesis del diamante, y sigue siendo el único motivo de información sobre herramientas que se han simulado con éxito para su función prevista en un átomo de la superficie del diamante.
Las herramientas modeladas en este trabajo están destinadas a ser utilizados en ambientes cuidadosamente controlados (por ejemplo, de vacío). Los límites máximos aceptables para la traslación de las herramientas y los errores de colocación de rotación errónea se presentan en Peng et al. (2006) – la sobre las herramientas deben ser colocadas con gran precisión para evitar la unión incorrecta del dímero. Peng et al. (2006) informa que el aumento del espesor de los 4 planos de soporte de los átomos de C por encima de la descripción para 5 planos disminuyen la frecuencia de resonancia de toda la estructura de 2,0 THz a 1,8 THz. Más importante aún, las huellas de vibración de una herramienta DCB6Ge montadas en un mango del 384-átomo y de la misma herramienta montada en un mango similar pero mucho más grande 636-átomo "travesaño" son prácticamente idénticos en las direcciones no-travesaño. Estudios computacionales adicionales sobre el modelado afirma que estructuras más grandes de mango son bienvenidas, pero la capacidad de posicionar con precisión los SPM con el requisito de una precisión atómica se ha demostrado en varias ocasiones de forma experimental a baja temperatura, o incluso a temperatura ambiente que constituyen una prueba de la existencia básica para esta capacidad.
La investigación adicional para tener en cuenta la información sobre herramientas adicionales requerirá mucho tiempo para la química computacional y trabajo difícil de laboratorio.
Un nanofábrica trabajando requeriría una variedad de información bien diseñada para diferentes reacciones y análisis detallado sobre la colocación de los átomos en superficies más complicadas. Aunque esto parece un problema difícil dados los recursos actuales, muchas herramientas estarán disponibles para ayudar a los futuros investigadores: la Ley de Moore predice nuevos aumentos de potencia de los ordenadores, las técnicas de fabricación de semiconductores siguen acercándose a la nanoescala, y los investigadores son cada vez más hábiles en el uso de las proteínas, los ribosomas y del ADN para llevar a cabo la química.

## Trabajos de ficción
- En “La era del diamante” de Neal Stephenson, el diamante puede ser constituido por la simple construcción de átomos de carbono. También todo tipo de dispositivos de detección de tamaño de polvo hasta zepelines gigantes de diamante se construyen átomo por átomo utilizando solo carbono, oxígeno, nitrógeno y cloro.

- En la novela “Tomorrow” de Andrew Saltzman (ISBN 1-4243-1027-X), un científico utiliza nanorrobótica para crear un líquido que cuando se inserta en el torrente sanguíneo, hace casi invencible al individuo, dado que las máquinas microscópicas reparan los tejidos casi instantáneamente después de haberse dañado.

- En el juego de rol Splicers por Palladium Books, la humanidad ha sucumbido a una "plaga nanorrobótica" que hace que cualquier objeto hecho de un metal no precioso pueda cambiar de forma (a veces en una especie de robot) momentos después de haber sido afectado por un ser humano. El objeto procederá entonces a atacar a los humanos. Esto ha obligado a la humanidad a desarrollar dispositivos "biotecnológicos" para reemplazar a los hechos de metal.

- En el programa de televisión Mystery Science Theater 3000, los nanites (expresado de diversas maneras por Kevin Murphy, Paul Chaplin, Mary Jo Pehl, y Bridget Jones) - son organismos de bioingeniería autorreplicantes, que trabajan en el barco, y son criaturas microscópicas que residen en los sistemas informáticos del Satellite of Love. (Son similares a las criaturas en del episodio "Evolución" de Star Trek: The Next Generation, que ofrecieron "nanites" para hacerse cargo de la empresa) Los Nanites hacen su primera aparición en la temporada 8. Basado en el concepto de nanotecnología, sus actividades deus ex machina incluyen diversas tareas como la reparación inmediata y la construcción, la peluquería, la realización de una variación del nanite de un circo de pulgas, la realización de una guerra microscópica, e incluso destruir el planeta de los observadores después de una solicitud peligrosamente vaga de Mike para "cuidado de un pequeño problema". También corrieron una microcervecería.

## Trabajos de referencia
- La obra principal de referencia técnica en este tema es Nanosystems: Molecular Machinery, Manufacturing, and Computation, un análisis basado en la física a fondo de una clase particular de nanomáquinas potenciales y sistemas de fabricación molecular, con extensos análisis de su viabilidad y rendimiento. Archivado el 8 de octubre de 2019 en Wayback Machine. Archivado el 8 de octubre de 2019 en Wayback Machine. Nanosistemas se basa estrechamente en la tesis doctoral del MIT de Drexler, "Maquinaria Molecular y Fabricación con Aplicaciones a la Computación". Ambos trabajos también discuten vías de desarrollo de tecnología que comienzan con sonda de barrido y las tecnologías biomoleculares.
- Drexler y otros extendieron las ideas de la nanotecnología molecular con varios otros libros. Unbounding the Future: the Nanotechnology Revolution [1] El libro es fácil de leer, e introduce las ideas de la nanotecnología molecular de una manera no muy técnica. Otras obras notables en el mismo sentido son Nanomedicina Vol.I y Vol.IIA por Robert Freitas y Kinematic Self-Replicating Machines.
- Nanotecnología: Especulaciones Moleculares en la abundancia Global Editada por BC Crandall (ISBN 0-262-53137-2) ofrece interesar ideas para MNT aplicaciones.